# Senzační román
Senzační román (angl. sensation novel) je druh literárního žánru, který vznikl v 60. letech 19. století v Anglii.

## Charakteristika
Senzační román staví, jak již název napovídá, na senzacích – na neobvyklých, vzrušujících, děsuplných a tajuplných událostech, které jsou většinou spjaty s nějakým druhem kriminality. Mrtvá těla, tajemství, šílenství, krvesmilstvo, cizoložství, prostituce, vraždy – to a mnohé podobné jsou klíčové části tohoto druhu žánru.  Účelem je čtenáře ohromit a šokovat, držet ho ve stavu napětí, hrůzy a vzrušení. Senzační romány využívají hojně nečekaných zvratů a momentů překvapení. Nečekané zpovědi umírajících na smrtelné posteli, která vyjeví šokující rodinná tajemství, zastřené totožnosti románových postav, dědictví, bigamie a zločinné ženy.
Vše je ale zasazeno do prostředí všem lidem známému – na rozdíl od tzv. gotických románů, které využívaly obdobné prvky, ale odehrávaly se ve středověku v prostředí gotických hradů, klášterů a hřbitovů.
Právě známost, obvyklost prostředí zvyšovala důvěryhodnost příběhů. Kombinace známého a předvídatelného s chaotickým a neobvyklým je reakcí na rozpor panující ve viktoriánské Anglii – na jedné straně rigidní, strnulá společnost, na druhé straně rychle se rozvíjející průmysl, emancipační hnutí žen a měnící se společnost.
Vhodnou kulisou pro příběhy, ve kterých jsou bezradní muži sváděni zkaženými „padlými“ ženami, se ukázala být velkoměsta. Senzační romány tak nepřímo oslavovaly klady domova a domáckého prostředí jako zdrojů víry a morálky.
Senzační romány využívaly strachu společnosti před neznámem – nově nastupující dobou kapitalismu a průmyslu a podkopávaly domněnku panující ve viktoriánské společnosti – že chaos a násilí je něco, co ve středostavovské třídě nemá místo.

## Původ vzniku

### Senzační román a média
Vznik tohoto žánru je úzce spjat s rozmachem průmyslu a rozvojem novodobé společnosti. Rostoucí význam nových informací, hlad po novinkách, senzacích a vzrušujících a šokujících zprávách byl důsledkem nástupu novin a dalších v 19. století moderních druhů informačních technologií. Lidé toužili po napínavých příbězích a zdrojem byly nezřídka novinové články pojednávající o vraždách, loupežích a dalších zločinech. Čím nepravděpodobnější, hrůzostrašnější a tajuplnější událost noviny přinesly, tím vyššímu odbytu se u čtenářů těšily. Vzhledem k rozvoji železniční dopravy si mohli výtisk ranních londýnských novin přečíst ještě dopoledne i odběratelé až v Manchesteru. A aktuálnost zprávám ještě přidávala na poutavosti. 
Z toho všeho těžil senzační román. Mnozí spisovatelé tohoto žánru bez zastírání sami tvrdili, že náměty na své příběhy čerpali přímo z novinových článků. Četba o zločinech v novinách dodávala příběhům v románech na důvěryhodnosti a činila každodenní život o trochu víc vzrušujícím a napínavějším – ze zdánlivě úctyhodného souseda se mohl vyklubat hromadný vrah nebo třeba cizoložník. To přispívalo k rostoucí oblíbenosti tohoto žánru. 

Navíc ani cena těchto knih nebyla nijak přemrštěná a k prodeji se nabízely všude – na nádraží, v novinových stáncích i v knihkupectvích. 

Ke zvyšujícímu se zájmu o senzační román přispívalo i to, že se příběhy týkaly osob z vyšší společnosti, což narušovalo představy o viktoriánském ideálu. 

### Senzační román a feminismus
V polovině 19. století měly ženy jen velmi málo práv. Nemohly volit, vlastnit majetek, vykonávat povolání (ledaže by chtěly učit či vykonávat domácí práce) a předpokládala se u nich podřízenost mužům a jejich přáním. Společnost od žen očekávala, že budou povolné, za všech okolností příjemné, tiché a poslušné. Ale pod povrchem vřely emoce – jak to ostatně dokládá tento v tehdejší době tolik kontroverzní druh žánru. Senzační romány často pojednávaly o ženách, které byly pravým opakem ideálu ženy, tak, jak ho vnímala společnost. Hrdinky těchto románů byly výrazné a silné osobnosti, nezávislé na mužích. 
Často se poukazuje na to, že způsob, jakým dávaly ženy v těchto románech najevo svou sexualitu, sloužil k vyjádření jejich síly, odbojného ducha a záporných vlastností vůbec. Byly prezentovány jako zkažené svůdkyně, které byly na konci příběhu potrestány a prohlédly svůj prohřešek. 

Zatímco dříve byly ženy zobrazovány jako nevinné oběti, které muži zachraňovali, byly v senzačních románech role převrácené a právě muži se ocitali v úlohách obětí. Předpokládá se, že prostřednictvím jednání těchto svéhlavých žen se mohly viktoriánskou společností spoutané ženy aspoň v duchu oddávat blaženým pocitům nezávislosti a svobody. 

## Představitelé žánru a díla
Hlavními představiteli tohoto žánru byli Mary Elizabeth Braddonová, Wilkie Collins, Charles Dickens, Charles Reade, George Meredith, Henry Woodová, Susan Warnerová a Caroline Nortonová.
Tvorba mužských a ženských spisovatelů se lišila stejně jako se lišila odezva na jejich romány. Dickens a Reade psali romány, ve kterých převažovaly detektivně-kriminalistické prvky, zatímco Braddonová a další ženské autorky se zaměřovaly na psaní knih s nezávislými hrdinkami a o něco více nepravděpodobnějšími a nekonvenčními zápletkami. 
O to, který román byl vůbec prvním senzačním románem, se vedou spory – někdo tvrdí, že to byla Collinsova Žena v bílém (1860), jiní zastávají názor, že jím je Tajemství Lady Audleyové (1862) od Mary Elizabeth Braddonové.